# Żydowskie ruchy polityczne
Żydowskie ruchy polityczne to okres formowania się przez ostatnie dwie dekady XIX wieku nowoczesnych ruchów żydowskich. Proponowały nowe rozwiązania zarówno polityczne, jak i społeczne.

## Wstęp
Środowiska żydowskie podzieliły się na kilka grup politycznych. Ruchy lewicowe głosiły idee równouprawnienia Żydów. Inni upatrywali rozwiązania w syjonizmie. Środowiska tradycyjne stworzyły polityczną reprezentację, która miała za zadanie chronić ich interesy.

## Powstanie Bundu
Socjalistyczne grupy rzemieślników, robotników i drobnych kupców żydowskich tworzyły się w rosyjskiej Strefie Osiedlenia już w latach osiemdziesiątych XIX wieku. W 1897 r. w Wilnie zjednoczyły się w Powszechny Żydowski Związek Robotniczy obradujący na Litwie, w Polsce i w Rosji (w skrócie Bund). Bund walczył o poprawę warunków pracy robotników żydowskich. Wzywał do walki politycznej, która dążyła do obalenia caratu i ustanowienia demokratycznej republiki w Rosji. Bundownicy wierzyli, iż ustrój demokratyczny zagwarantuje swobody polityczne oraz równouprawnienie wszystkich narodów, w tym żydowskiego.
Postulaty Bundu:
- narody zamieszkujące zwarte terytorium wewnątrz państwa rosyjskiego, powinny uzyskać autonomię terytorialną,
- Żydzi, którzy żyją w rozproszeniu, powinni uzyskać autonomię narodowo-kulturalną (tj. prawo do samodzielnego zarządzania szkolnictwem w języku jidysz oraz instytucjami kulturalnymi),
- przeciwni koncepcjom syjonistycznym

Po rewolucji październikowej i rozpadzie Cesarstwa Rosyjskiego w 1918 roku Bund podzielił się na odrębne organizacje: w Rosji, w Polsce i w krajach bałtyckich. W Rosji Sowieckiej bardzo szybko uległ zdelegalizowaniu, w Polsce rozwinął szeroką działalność.
Przywódcy Bundu w Polsce: Henryk Ehrlich oraz Wiktor Alter.

### Polska Partia Socjalistyczna
Pierwsze grupy socjalistyczne zaczęły powstawać na terenie zaboru rosyjskiego w latach osiemdziesiątych XIX w. Napotykały na silny sprzeciw ortodoksów. W niepodległej Polsce, PPS zyskał szerokie poparcie ludności żydowskiej.

## Syjoniści
W okresie międzywojennym rozwinął się także młodzieżowy ruch syjonistyczny. Powstały organizacje, jak np. Haszomer Hacair, Hechaluc czy Gordonia, które zajmowały się przygotowaniem młodych ludzi do emigracji do Palestyny, a także uczyły pracy na roli i rzemiosła.
W latach trzydziestych XX w. przewodniczącym Światowej Organizacji Syjonistycznej został Nachum Sokołow, dziennikarz „Ha-Cefiry” i „Izraelity”.

## Żydowska Partia Ludowa
Znacznie mniejsze wpływy niż syjoniści posiadała Żydowska Partia Ludowa (folkiści), założona w 1917 r. w Warszawie. Twierdzili, że przyszłość Żydów związana jest z diasporą. Podobnie jak syjoniści i Bund, folkiści opowiadali się za autonomią narodowo-kulturową, jako swój główny punkt programowy. Krytykowali natomiast syjonistyczną wizję państwa żydowskiego w Palestynie, jak i bundowskie dążenia do rewolucji społecznej.

## Aguda
W 1916 roku powstała w Warszawie partia Agudas Isroel (Związek Izraela), skupiająca głównie ortodoksów. Jej celem była obrona Tory i żydowskich tradycji. Krytykowała asymilację, partie lewicowe i syjonistyczne. Dużą wagę przywiązywała do organizacji i wspierania szkolnictwa religijnego.